# Bolidens kyrka
Bolidens kyrka är en kyrkobyggnad i Boliden Den är församlingskyrka i Jörn-Bolidens församling i Luleå stift. Kyrkan är ritad av Peter Celsing och invigd den 1:a advent 1960.

## Historia
Tätorten Boliden är helt uppbyggd kring gruvan. När brytningen startade i slutet av 1920-talet byggdes också ett helt nytt samhälle ute i skogen. Arkitekterna John Åkerlund och Tage William-Olsson anlitades för att rita såväl bostäder som övriga byggnader. Den sistnämnde ritade också kapellet, uppförd i trä och invigd 1930. Denna byggnad ägdes av EFS fram till 1952, då den inköptes av församlingen.Kapellet revs sedan 1969.

## Nuvarande kyrkobyggnad
Byggnaden är inte lika stilmässigt radikal som en del andra av Peter Celsings kyrkobyggnader, men lyckas hitta ett formspråk som förenar medeltidens enkelhet med 60-talets rena modernism. Men här konfronteras också det lättlästa i en tidig gotisk kyrka med asymmetrin från Celsings övriga kyrkor, bland annat genom ett sidoställt, integrerat vapenhus och med dopfunten mitt bland kyrkbänkarna. Utvändigt har den vitputsade och odekorerade fasader täckta med ett sadeltak.

## Inventarier
- Orgeln är tillverkad av Åkerman & Lund Orgelbyggeri och samtida med nuvarande kyrka.
- Mellan koret och övriga kyrkorummet hänger ett krucifix tillverkat av Lorentz Hartman. Krucifixet är inköpt år 1972.
- Mitt i kyrkorummet står dopfunten som är ett fyrkantigt block av vit marmor.